# Le Maître d'armes (film, 2006)
Pour les articles homonymes, voir Le Maître d'armes et Fearless.
Pour plus de détails, voir Fiche technique et Distribution.
Le Maître d'armes (霍元甲, Huò Yuánjiǎ) est un film américano-hongkongais réalisé par Ronny Yu, sorti en 2006.
Le film est vaguement basé sur la vie d'Huo Yuanjia, un maître en arts martiaux qui défie les combattants étrangers dans des événements très médiatisés, à une période où un nationalisme chinois émerge à cause de l'impérialisme japonais qui érode le pays pendant les dernières années de la dynastie Qing (1644-1911), avant que ne naisse la république de Chine.

## Synopsis
Le film retrace de façon romancée la vie de Huo Yuanjia, authentique fondateur de la fédération des sports jingwu, surnommé Le Tigre à face jaune. Grand expert en arts martiaux, il était réputé pour « avoir compris la première essence des arts martiaux » et rendu, au début du XXe siècle, sa fierté à une nation chinoise, alors humiliée par diverses puissances étrangères à commencer par le Japon.
Le Maître d'armes, qui mélange réalité et fiction, retrace son légendaire défi contre les champions étrangers.

## Fiche technique
- Titre : Le Maître d'armes
- Titre original : 霍元甲 (Huò Yuánjiǎ, signifiant « intrépide »)
- Titre anglais : Fearless (signifiant « sans peur »)
- Réalisation : Ronny Yu
- Scénario : Chris Chow
- Pays d'origine :  Hong Kong /  États-Unis
- Genre : Film d'action
- Durée : 104 minutes
- Dates de sortie en salles : 
  -  Hong Kong : 26 janvier 2006
  -  France : 6 septembre 2006

## Distribution
- Jet Li (VF : Franck Capillery) : Huo Yuanjia / Fok Yuen Gaap
- Michelle Yeoh : Miss Yang (scènes coupées)
- Betty Sun (VF : Cristina Corréa) : Lune
- Collin Chou : Père de Huo Yuan-jia
- Hee Ching Paw (VF : Anne Plumet) : Mère de Huo Yuan-jia
- Anthony De Longis : Combattant espagnol
- Masato Harada : Mr. Mita
- Nathan Jones : Hercules O'Brien
- Somrak Khamsing : Combattant Thai (scènes coupées)
- Mike Leeder : Referee Randall
- Jean Claude Leuyer : Boxeur
- Shidou Nakamura (VF : David Krüger) : Anno Tanaka
- John Paisley : Homme d'affaires anglais
- Ian Powers : Bellboy Dante
- Brandon Rhea : Lancier belge
- Nan Sun : Yueci
- Dong Yong (VF : Cédric Dumond) : Nong Jinsun

## Accueil

### Box-office
- États-Unis : 24 623 719 $ US[3]
- Hong Kong : 30 201 600 $ HK[4]
- France : 244 931 entrées[3]
- Mondial : 68 062 837 $[3]

## Autour du film
- Nathan Jones a réellement cassé plusieurs côtes à un cascadeur au cours du tournage.
- C'est le septième film en commun entre Jet Li et Yuen Woo-ping.
- Gros succès mondial, ce film a généré plus de 65 millions de dollars de recettes.
- Le scénario s'inspire de la vie de Huo Yuanjia, mais la version biographique et légendaire présentée sur  Hong Kong Cinemagic diffère beaucoup[5].
- Pour une raison de censure[réf. nécessaire] et de temps du film, certains passages dans le film original ont été coupés dans la version sortie en France. Ainsi il existe une version  director's cut de 2h21. Avec 40 minutes supplémentaires Cette version propose quelques combats supplémentaires dans le tournoi final mais surtout une histoire bien plus fouillée qui confère plus de profondeur aux personnages secondaires.